# پنلوپه مارشال
پنلوپه مارشال (به انگلیسی: Penelope Marshall) (زادهٔ ۲۷ ژوئیهٔ ۱۹۸۹) شناگر اهل نیوزیلند است.